# Гулиева, Ильхама Мазахир кызы
Ильхама Мазахир кызы Гулиева (азерб. İlhamə Məzahir qızı Quliyeva; 17 августа 1943, Ленкорань — 25 февраля 2016, Баку) — советская и азербайджанская певица, заслуженная артистка Азербайджанской ССР (1982), народная артистка Азербайджана (1998), народная артистка Дагестана (2008)

## Биография
Ильхама Гулиева родилась 17 августа 1943 года в Ленкорани. Мать — певица и ханенде Тюкезбан Исмаилова, отец — Мазахир Гулиев, работавший к моменту рождения Ильхамы Гулиевой прокурором в Ленкорани. Когда Ильхаме было пять лет, её родители развелись, и мать Ильхамы Гулиевой вышла замуж за тариста Габиба Байрамова, который и занимался воспитанием Ильхамы.
В 1964 году окончила Азербайджанский Государственный Институт. В 1965—1970 была солисткой эстрадного оркестра Государственного комитета по теле- и радиовещанию Азербайджанской ССР, в 1970—1980 годах — Азербайджанской государственной филармонии, а в 1980 году — Азербайджанского государственного гастрольно-концертного объединения («Азконцерт»).
Скончалась 25 февраля 2016 в своём доме от сердечной недостаточности.

### Личная жизнь
Короткое время Ильхама Гулиева была замужем за Фаигом Мирмохсумовым и даже носила его фамилию Мирмохсумова. После развода Гулиева вернула прежнюю фамилию. Есть сын.

## Награды
- Орден «Честь» (15 августа 2013 года) — за особые заслуги в развитии песенного исполнительского искусства в Азербайджане[4].
- Орден «Слава» (17 августа 2002 года) — за заслуги в развитии азербайджанского эстрадного искусства[5].
- Народный артист Азербайджанской Республики (24 мая 1998 года) — за большие заслуги в развитии азербайджанской культуры[6].
- Заслуженный артист Азербайджанской ССР (1 декабря 1982 года).
- Народная артистка Республики Дагестан (22 апреля 2008 года, Республика Дагестан, Россия) — за заслуги в области искусства и высокое исполнительское мастерство[7].
- Персональная пенсия Президента Азербайджанской Республики (5 июля 2003 года)[8].

## Фильмография
- Встреча на свадьбе (фильм-концерт, 1970)
- Гейгель (фильм-концерт, 1973)
- Крылья музыки (фильм-концерт, 1973)
- Осенние мелодии (фильм-концерт, 1974)
- Сердце певца (документальный, 2003)
- Будь человеком! (художественный, 2005)
- Будь человеком! 3 (2007)